# Замок Моркоте
За́мок Морко́те (итал. Castello di Morcote) — средневековый замок в городе Моркоте, кантон Тичино, Швейцария.
Строительство замка началось в XII веке и продолжалось, из-за перехода собственности из рук в руки и войн, до XV века. 16 сентября 1416 года состоялся обмен между Филиппо Мария Висконти и графом Лотерио Руска: второй, в обмен на замок, отдавал первому долину Кьявенна, которая в 1445 была вновь захвачена Франкино Руска. В том же году жители Комо снова получили контроль над ней и передали её Амброзианской республике. Замок же был захвачен Сан Северино, который в июле 1467 передал замок Бьянке Мария Сфорца. Миланский чиновник, принимавший замок, оставил следующие записки о вооружении замка: «… суть многие орудия защиты и наступления… превосходный и сильный замок». Герцогство Миланское сделало замок центром оборонительной сети для защиты региона Сотточенери. Для улучшения обороноспособности крепости был назначен придворный инженер и архитектор Бенедетто Феррини, появившийся в Моркоте в январе или феврале 1479. Через три года посол герцога Этторе Руска отмечал, что крепость стала особенно крепкой. После этого крепость в 1484 вновь перешла в руки Сан Северина, завоевана в 1512 Швейцарской конфедерацией, которая 9 мая 1513 издала указ о том, что все имущество замка должно быть перевезено в Лугано, а замок оставлен.
После разрушения швейцарцами сохранились фундамент квадратной башни, стены по периметру, круглая башня, равелин и остатки подъемного моста.